# Thunbergia
Thunbergia és un gènere de plantes dins la família Acanthaceae, són plantes natives de les regions tropicals d'Àfrica, Madagascar i el sud d'Àsia.

## Descripció
Són plantes herbàcies a enfiladisses sufruticoses o arbusts.

## Etimologia
Thunbergia: nom genèric dedicat a Carl Peter Thunberg.

## Taxonomia
| - Thunbergia alata Bojer ex Sims - Thunbergia battiscombei - Thunbergia coccinea Wall. ex D.Don - Thunbergia cordata Colla - Thunbergia elegans Borzí - Thunbergia erecta (Benth.) T. Anderson - Thunbergia fragrans Roxb. - Thunbergia gibsonii S. Moore - Thunbergia grandiflora Roxb. | - Thunbergia gregorii - Thunbergia ikbaliana De Wild. - Thunbergia laurifolia Lindl. - Thunbergia lutea T. Anderson - Thunbergia mysorensis (Wight) T.Anderson - Thunbergia vogeliana Benth. - Thunbergia wightiana T.Anderson |

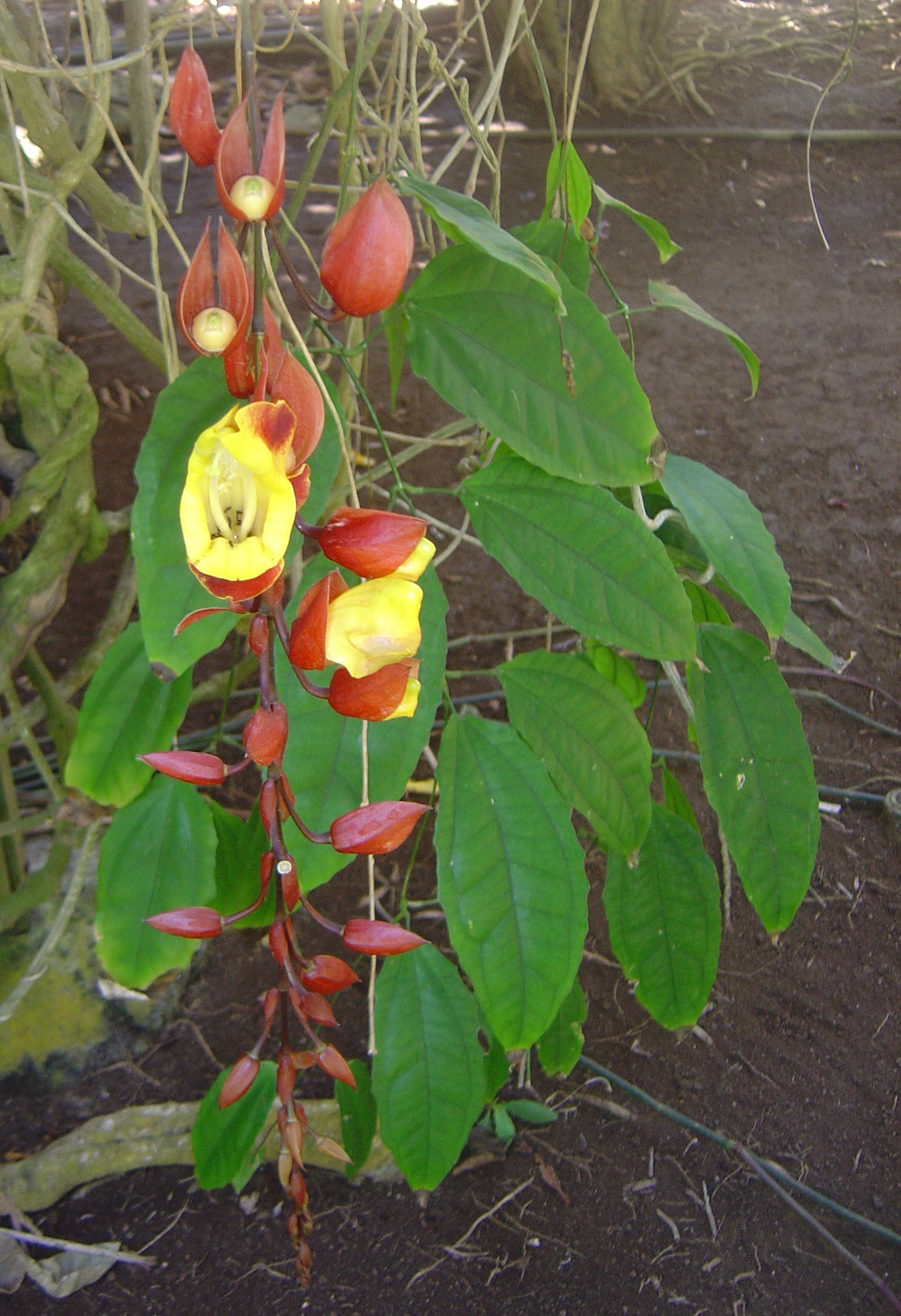
Thunbergia mysorensis flors.